# Периморфоза

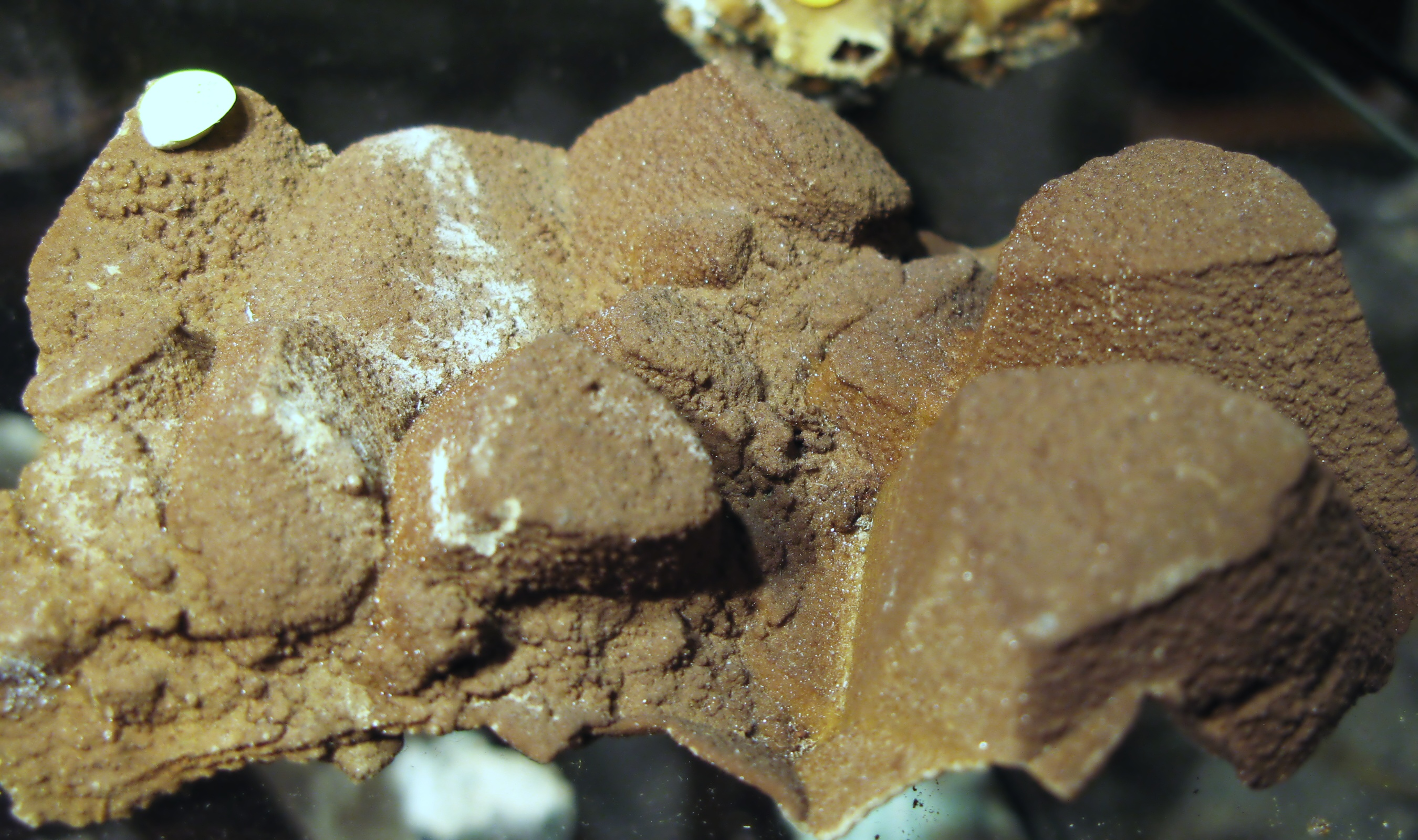
Периморфоза кальциту-сфалериту-сидериту. Південна Африка.

Периморфоза (рос. периморфоза, англ. perimorph, нім. Perimorphose f) — псевдоморфоза, в якій один мінерал оточений тільки тонкою облямівкою другого. Термін П. застосовується також для означення форми вилуженого мінералу і означення різновидів порфіробластів у метаморфічних породах.